# أولاد سيدي عبد النبي (الشلالات)
أولاد سيدي عبد النبي هي إحدى مشيخات المملكة المغربية، تتبع جغرافيا لعمالة المحمدية وإداريًا لالشلالات. يقدر عدد سكانها بـ 6222 نسمة حسب الإحصاء الرسمي للسكان والسكنى لسنة 2004.